# Pierre Pavillon
Pierre Pavillon (1612-1670) est un architecte et sculpteur français du premier baroque à Aix-en-Provence.

## Biographie
« Un artiste que l’on serait tenté de qualifier de secondaire en raison de son style archaïsant… C’est néanmoins oublier que Pavillon s’était introduit à Aix muni de la recommandation de Cassiano dal Pozzo, l’ami et le mécène de Poussin. Soutenu par le grand érudit aixois Nicolas-Claude Fabri de Peiresc, il s’était taillé une réputation incontestable, à en juger par les nombreuses commandes qui lui furent adressées jusqu’à sa mort en 1670. »

## Œuvres
La plupart de ses œuvres ont été réalisées à Aix-en-Provence, qu'il a substantiellement contribué à embellir :
- Hôtel d'Espagnet ou de Pierre Maurel de Pontevès (1647-1650)[4], cours Mirabeau.
- Hôtel d'Antoine ou de Lestang-Parade (1650), en collaboration avec Jean-Claude Rambot et le peintre Rodolphe Ziegler[5].
- Hôtel de Chateaurenard (vers 1650)[6], rue Gaston de Saporta.
- Hôtel de Boisgelin (1655)[7], Pavillon architecte et Rambot maître d’œuvre, place des Quatre-Dauphins.
- Hôtel de ville d’Aix-en-Provence (1655-1660 et 1665-1671)[8], assisté des sculpteurs Jean-Claude Rambot et Jacques Fossé.
- Hôtel de Forbin (1656)[9], cours Mirabeau.
- Château d'Éguilles (1659)[10].
- Statues de la chapelle des Messieurs au collège des Jésuites (1663-1670), rachetées par Joseph Sec et déplacées dans le jardin du monument, avenue Pasteur.
- Pavillon Vendôme (1665-1667), atlantes de l'entrée principale en collaboration avec le sculpteur Jean-Claude Rambot, rue Célony.
- La Maison du Figaro (1675), en collaboration avec Rambot maître d’œuvre[11], la Canebière à Marseille.
- Chapelle de la Visitation, sculpture ornementale extérieure et intérieure, rue Mignet.
- Chapelle rurale de Saint-Mître.
- Hôtel de Maliverny[12], rue Émeric-David